# San Rafael (Carchi)
San Rafael ist eine Ortschaft und eine Parroquia rural („ländliches Kirchspiel“) im Kanton Bolívar der ecuadorianischen Provinz Carchi. Die Parroquia besitzt eine Fläche von 31,89 km². Die Einwohnerzahl lag im Jahr 2010 bei 1741.

## Lage
Die Parroquia San Rafael liegt in den Anden im Norden von Ecuador. Der Río Escudillas, rechter Quellfluss des Río Chota, fließt entlang der südlichen Verwaltungsgrenze nach Westen. Dessen rechter Nebenfluss Río Apaquí begrenzt das Areal im Westen. Der 2100 m hoch gelegene Hauptort befindet sich 10 km südlich vom Kantonshauptort Bolívar.
Die Parroquia San Rafael grenzt im Norden an die Parroquia Bolívar, im Osten an die Parroquia Monte Olivo, im Süden und im Südwesten an die Provinz Imbabura mit den Parroquias Chugá und Pimampiro (beide im Kanton Pimampiro) sowie im Westen an die Parroquia Los Andes.

## Orte und Siedlungen
In der Parroquia San Rafael gibt es neben dem Hauptort folgende Comunidades: Caldera, El Rosal und El Sixal. Der Hauptort ist in die Barrios El Carmen, Central, Nuevo Amanecer und San Francisco gegliedert.

## Geschichte
Die Parroquia San Rafael wurde am 9. Juni 1990 gegründet.